# Felisberto de Deus
Felisberto de Deus (* 6. Juli 1999) ist ein osttimoresischer Leichtathlet, der im Langstrecken- und Hindernislauf antritt.  Er stammt aus der Gemeinde Ermera.

## Karriere
Erste Erfahrungen bei internationalen Meisterschaften sammelte Felisberto de Deus im Jahr 2016, als er bei den Juniorenasienmeisterschaften in der Ho-Chi-Minh-Stadt in 12:00,83 min den siebten Platz im Hindernislauf belegte. 2017 erreichte er bei den Asienmeisterschaften in Bhubaneswar in 9:48,10 min Rang neun im Hindernislauf. Im Jahr darauf nahm er erstmals an den Asienspielen in Jakarta teil und erreichte dort in 15:10,71 min Rang zwölf im 5000-Meter-Lauf und auch im Hindernislauf gelangte mit neuem Landesrekord von 9:14,07 min auf diese Position. 2019 stellte er bei den Südostasienspielen in Capas mit 30:52,52 min einen neuen Landesrekord im 10.000-Meter-Lauf auf und belegte damit den fünften Platz, während der über 5000 Meter nach 14:35,57 min auf Rang vier einlief. Am 25. Juni 2021 wurde bekannt gegeben, dass Deus bei den Olympischen Sommerspielen 2020 in Tokio für Osttimor antreten wird. Dank einer Wildcard konnte er über 1500 m an den Start gehen und schied dort mit neuem Landesrekord von 3:51,03 min in der ersten Runde aus. Während der Eröffnungsfeier war er gemeinsam mit der Schwimmerin Imelda Felicita Ximenes Belo der Fahnenträger seiner Nation.
Bei den Südostasienspielen 2022 in Hanoi gewann zweimal Silber. Einmal über 5000 und einmal über 10.000 m jeweils hinter dem Vietnamesen Nguyễn Văn Lai. Zudem belegte er in 3:59,61 min den sechsten Platz über 5000 Meter. Im Jahr darauf belegte er bei den Südostasienspielen in Phnom Penh in 15:01,79 min den sechsten Platz über 5000 Meter und gelangte über 10.000 Meter mit 32:27,76 min auf Rang fünf. Ende September schied er bei den Asienspielen in Hangzhou mit 3:57,66 min im Vorlauf über 1500 Meter aus und gelangte über 5000 Meter mit 14:43,88 min auf Rang 15.

## Persönliche Bestleistungen
- 1500 Meter: 3:51,03 min, 3. August 2021 in Tokio (Landesrekord)
- 5000 Meter: 14:35,57 min, 9. Dezember 2019 in Capas (Landesrekord)
- 10.000 Meter: 30:52,52 min, 7. Dezember 2019 in Capas (Landesrekord)
- 3000 m Hindernis: 9:14,07 min, 27. August 2018 in Jakarta (Landesrekord)